# Ramon Violant i Simorra
Ramon Violant i Simorra (Sarroca de Bellera 1903, Barcelona 1956) fue un etnógrafo y folclorista español.

## Biografía
Sastre de oficio, trabajó como conservador en el museo etnográfico de Barcelona, y estuvo influido en sus trabajos por el investigador Fritz Krüger.
Ramón Violant se distinguió especialmente en su minucioso trabajo de campo sobre los Pirineos, siendo su obra cumbre El Pirineo Español.